# Daniel (prorok)
Daniel (hebrejsky a aramejsky דַנִיֵּאל‎, „Bůh je můj soudce“) byl biblický starozákonní prorok a hlavní postava větší části stejnojmenné biblické knihy Daniel. Sama Bible považuje Daniela za jednoho z výjimečných mužů své doby. Ve verši 23 je popsán jako muž Bohu vzácný. Ještě dvakrát je v desáté kapitole (v. 11 a 19) takto osloven. Nikdo jiný není v Písmu svatém takto osloven. Daniel tady představuje zbožný ostatek Božího lidu a je obrazem Božího dítěte.
Za života proroka Daniela se vystřídalo mnoho vladařů. Mnohokrát ho Hospodin ochránil před smrtí a daroval mu dlouhý život. Ježíš Kristus ho také dvakrát vzpomínal při svých rozhovorech se Židy.
Daniel svým slovem, posléze zapsaným, hlásá svrchovanou velebnost Hospodinovu, která splní, co slíbila, jen je třeba počkat, až nadejde jeho doba. Do té doby je třeba se držet jeho smlouvy a věrně ji zachovávat. Vede tedy Izraelity v babylonském zajetí k pravé zbožnosti, mravnosti a k uchování naděje na lepší budoucnost.
Podobně jako starozákonní Josef byl též Daniel velikým vykladačem snů. Působil však samozřejmě ve zcela jiné době a prostředí, i když jeho situace se v lecčem shoduje s tou Josefovou. Oba byli totiž nedobrovolně na královském dvoře nepřítele a oba byli častěji silně ohroženi kvůli své věrnosti víře v Hospodina. 

## Daniel v Bibli
Podle Bible byl Daniel židovským mladíkem odvedeným v první deportační vlně do Babylonie (asi) v roce 605 př. n. l. za vlády babylonského krále Nabukadnesara II. (asi 605 - 562 př. n. l.). Zde se dostal na královský dvůr a vynikal svou moudrostí a uměním vykládat sny - výklad prvního snu proběhl v druhém roce Nabukad. vlády, asi 603 př. n. l. S Danielem jsou spojeni i jeho druhové Chananjáš, Míšael a Azarjáš. Všichni čtyři na babylonském dvoře dostali nová jména, pod kterými někdy vystupují: Beltšasar (Daniel), Šadrak (Chananjáš), Méšak (Míšael) a Abed-nego (Azarjáš).
Kniha proroka Daniela je členěna do dvou částí, dějepisné a prorocké. Do značné míry je také inspirací pro novozákonní Apokalypsu sv. Jana a tak je velice důležité správně chápat její obraznou a symbolickou řeč. Dějepisná kniha popisuje život Danielův v babylonském zajetí a události, kterých byl Daniel svědkem. Daniel si získal přízeň babylonských vládců svou vytrvalou náklonností k pravému Bohu a schopností pravdivého výkladu snů. Známý je příběh o Danielově pobytu ve lví jámě, kdy mu hladoví lvi neublížili. Nebo příběh tří Izraelitů, Šadraka, Méšaka a Abed-nega, které biblický Nabuchodonosor (Nabukadnesar II.) nejdříve na doporučení Daniela jmenoval za správce babylonské župy, ale později, na udání, že se nechtějí klanět modle, je nechal vhodit zaživa do rozpálené pece, ze které bez úhony vyšli živí.
Část prorocká pak připravuje na příchod Mesiáše (Na to odkazuje například středověká vánoční píseň Danielis prophetia.) popisuje vize duchovního pozadí dějinných událostí a jejich vyvrcholení do konečné eschatologie (poslední věci tohoto světa). Mnohé se, podobně jako u Ezechielových vizí, kryje s novozákonním poselstvím knihy Zjevení.
Daniel se objevuje ještě v knize Ezechielově (Ez 14,14n.), avšak s jiným pravopisem - Danel (דנאל).
Z života Danielova a jeho druhů je díky uměleckému ztvárnění známo několik výjevů: Tři mládenci v ohnivé peci, Daniel ve lví jámě, Zuzana či Daniel a píšící ruka. Všechny tyto výjevy pocházejí z knihy Daniel.
Archeologické objevy dnes potvrzují přesnost biblických údajů knihy Daniel.

## Danielův hrob
O Danielově hrobě se v dochovaných pramenech poprvé zmínil Šmu'el ben Chofni ke konci 10. století. Později se o něm zmiňovaly i cestopisy, které jej lokalizovaly buď do Šúšanu v Persii nebo do Kirkúku v Iráku. Na těchto místech, jež navštěvovali jak židé, tak i muslimové, se údajně nacházel Danielův sarkofág, jenž byl buď zavěšen nad řekou, nebo naopak do ní ponořen.